# Kenta Yoshikawa
Kenta Yoshikawa (吉川 健太 Yoshikawa Kenta?), född 16 maj 1986 i Shiga prefektur, är en japansk fotbollsspelare.
Yoshikawa började sin karriär 2009 i Ehime FC. 2011 flyttade han till Kataller Toyama. Efter Kataller Toyama spelade han för MIO Biwako Shiga. Han avslutade karriären 2015.